# Идеальные незнакомцы (фильм, 2021)
«Идеальные незнакомцы» — израильский фильм комедийно-драматического жанра и израильский ремейк отмеченного наградами итальянского фильма «Идеальные незнакомцы» 2016 года. Премьера израильской версии состоялась 11 ноября 2021 года.
Является режиссёрским дебютом актёра Лиора Ашкенази.

## Сюжет
Семеро закадычных друзей собираются на ужин. В ходе застольной беседы хозяйка вечера — предлагает сыграть в игру: зачитывать вслух все приходящие SMS и сообщения в социальных сетях, а звонки ставить на громкую связь. Постепенно игра принимает более резкие и мрачные обороты, когда начинают открываться тайны её участников.

## В ролях
- Моран Атиас[2]
- Ханан Савьон[2]
- Гай Амир[2]
- Ротем Абухаб
- Йоси Маршак[2]
- Шира Наор[2]
- Ави Грайник
- Бен Эйтин

## Производство
В декабре 2020 года закончились съемки фильма.